# Первомайський (Холмський район)
Первомайський (рос. Первомайский) — селище в Холмському районі Новгородської області Російської Федерації.
Населення становить 222 особи. Входить до складу муніципального утворення Красноборське сільське поселення.

## Історія
Від 2004 року входить до складу муніципального утворення Красноборське сільське поселення.

## Населення
| 2010 |
| ---- |
| 222  |